# پارتنولید
پارتنولید (به انگلیسی: Parthenolide) یک ترکیب شیمیایی با شناسه پاب‌کم ۵۳۵۳۸۶۴ است. 

## کاربرد
بابونه اروپایی در طول قرنهای متمادی در طب سنتی و عامیانه اروپا برای درمان سردرد، ورم مفصل و تب مورد استفاده قرار گرفته است.فراورده های حاصل از این گیاه معمولاً از برگهای آن تهیه می شوند. خاصیت ضد میگرنی این گیاه به عنصر فعالی به نام "پارتنولید" مربوط می گردد.
این عنصر روی عضله صاف دیواره شریانهای خونی در مغز اثر می گذارد تا فعالیت عوامل تنگی رگ نظیر سروتونین، پروستاگلاندین و نوراپی نفرین را متوقف کند. عوامل تنگی رگ سبب باریک شدن رگهای خونی و در زمرهٔ یکی از عوامل اصلی انواع میگرن محسوب میشود.